# Vaprio d'Agogna
Vaprio d'Agogna es una localidad y comune italiana de la provincia de Novara, región de Piamonte, con 1.034 habitantes.

## Evolución demográfica
| Gráfica de evolución demográfica de Vaprio d'Agogna entre 1861 y 2001 |
|                                                                       |
| Fuente ISTAT - elaboración gráfica de Wikipedia                       |